# Attitude (Sepultura)
Attitude è un Singolo del gruppo musicale brasiliano Sepultura, pubblicato nel giugno 1996 come secondo estratto dall'album  Roots.

## Descrizione
Il testo della canzone è stato scritto dal figliastro di Max Cavalera, Dana Wells, che ha anche avuto l'idea per il video. Dana è stata uccisa in un incidente automobilistico non molto tempo dopo l'uscita dell'album, che è stato uno dei catalizzatori per Max che ha lasciato la band e ha avviato Soulfly, che esegue una versione diversa di Attitude chiamata The Song Remains Insane, sebbene utilizzando lo stesso insieme di testi. Questo ritornello in particolare riaffiora anche nella canzone The Doom of All Fires dell'album di debutto dei Cavalera Conspiracy Inflikted. Per le sue origini Attitude è diventato un omaggio a Dana negli anni dalla sua morte.
La canzone appare anche in forma live nei concerti della band Under a Pale Grey Sky e Live in São Paulo. Max Cavalera ha anche suonato la canzone dal vivo numerose volte con Soulfly. Le registrazioni della loro versione possono essere trovate sulla versione in edizione limitata di Soulfly e sul DVD The Song Remains Insane
Per il singolo è stato girato un video musicale in cui la band si esibisce accanto a una gabbia di arti marziali miste, in cui varie persone (inclusi uomini d'affari e tribù) stanno combattendo mentre vengono filmate. Nel video compare anche la famiglia Gracie. Alla fine del video, la folla impazzisce e distrugge la gabbia (che è simile alla fine del video musicale Smells Like Teen Spirit dei Nirvana) e Max Cavalera distrugge la sua chitarra. Alla fine, la band e la famiglia Gracie vengono viste scattare foto.